# سن-داوید، کبک
سن-داوید (به فرانسوی: Saint-David) شهری در منطقه شهری پیر-دو-سورل ناحیه مونترژی در استان کبک کانادا است. در سرشماری سال ۲۰۱۱ این شهر ۸۳۴ نفر جمعیت داشته‌است و مساحت آن ۹۱٫۰۸ کیلومتر مربع است.